# Lyubimets (huyện)
Lyubimets là một huyện thuộc tỉnh Haskovo, Bungaria. Dân số thời điểm năm 2001 là 11536 người.